# 萨尔普斯堡
萨尔普斯堡（挪威語：Sarpsborg，聆听ⓘ）是挪威东福尔郡的市镇，行政中心为萨尔普斯堡市。市镇面积为406平方公里，人口数量为56,559人（2019年），人口密度为每平方公里134人。
萨尔普斯堡与腓特烈斯塔组成挪威第五大的都会区。

## 外部連結
- 官方網站